# Majid Majidi

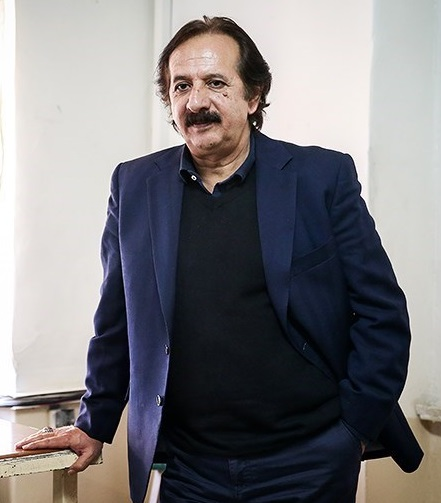
Majid Majidi, vor 2016

Majid Majidi oder Madschid(-e) Madschidi (anhörenⓘpersisch مجید مجیدی; * 1959 in Teheran, Iran) ist ein iranischer Filmregisseur, Filmproduzent, Filmschauspieler und Drehbuchautor. Er gilt als einer der bedeutendsten iranischen Filmemacher der 1990er und 2000er Jahre.

## Biografie

### Jugend und frühe Karriere
Majidi wuchs in ärmlichen Verhältnissen in Teheran auf und begann mit vierzehn Jahren in Amateur-Theatergruppen des Kanun-e Parvaresh mitzuspielen. Er studierte am Institut für dramatische Künste in Teheran. Nach der Islamischen Revolution 1979 arbeitete er als professioneller Schauspieler und übernahm Hauptrollen in einigen Filmen von Mohsen Makhmalbaf, darunter in Boycott aus dem Jahr 1985.
Anfang der 1980er-Jahre inszenierte er selbst einige Dokumentar- und Kurzfilme. Sein erster Spielfilm war Baduk (1992), bei dem er Regie führte, das Drehbuch schrieb und eine der beiden Hauptrollen spielte. Der Film wurde bei den Internationalen Filmfestspielen von Cannes gezeigt und gewann einige nationale Preise. Nach dem 45-minütigen Drama Akhareen abadeh (1993) veröffentlichte er 1995 den Film Khoda miad, der von einer schwer kranken Mutter in einem kleinen Dorf handelt, deren Tochter einen an Gott adressierten Brief mit der Bitte, der Mutter zu helfen, abschickt.

### Erfolge als Regisseur
Der Durchbruch gelang Majidi 1996 mit Pedar (Vater) über einen Vierzehnjährigen, der nach dem Tod seines Vaters Arbeit sucht und nach einer Reise in den Süden Irans feststellt, dass sich seine Familie verändert hat. Pedar gewann Preise auf mehreren Filmfestivals, unter anderem auf dem iranischen Fajr Film Festival als Bester Film, den Jurypreis auf dem San Sebastián International Film Festival sowie eine Lobende Erwähnung auf dem São Paulo International Film Festival.
Noch erfolgreicher als Pedar, sowohl kommerziell als auch bei Filmpreisen, war der Kinderfilm Kinder des Himmels, der 1997 uraufgeführt wurde. Darin geht es um zwei Kinder einer armen iranischen Familie, die zusammen nur ein Paar Schuhe besitzen. Neben Auszeichnungen auf dem Fajr Film Festival und dem kanadischen World Film Festival wurde der Film für den Oscar als Bester fremdsprachiger Film nominiert.
Seine nächste Regiearbeit war das Drama Die Farben des Paradieses (1999) über einen blinden Jungen (gespielt von Mohsen Ramezani), dessen Vater sich für die Behinderung seines Sohnes schämt. Der Film wurde mit einem Spezialpreis auf dem Festival Internacional de Cine de Gijón, das Filme für Kinder und Jugendliche zeigt, und dem Hauptpreis auf dem World Film Festival ausgezeichnet und zweimal für den Young Artist Award nominiert.
Mit Baran (Regen) aus dem Jahr 2001 gelang ihm erneut ein Festival-Erfolg. Der Film, der die Liebesgeschichte zwischen einem 17-jährigen Aserbaidschaner und einem afghanischen Mädchen erzählt, das sich um Arbeit zu erhalten als Junge verkleidete, gewann den Drehbuch- und den Regiepreis auf dem Festival Internacional de Cine de Gijón sowie den Hauptpreis auf dem World Film Festival. Er war außerdem für den Europäischen Filmpreis in der Kategorie Bester nicht-europäischer Film sowie für den Satellite Award nominiert.
Die Dokumentation Pa berahneh ta Herat (Barfuß bis nach Herat) und der fünfminütige Kurzfilm Olympik tu urdugah waren weitere Projekte Majidis, bevor er 2005 mit Beed-e majnoon (Trauerweide) wieder einen Spielfilm vorweisen konnte. Das Drama konzentriert sich auf den blinden Universitätsprofessor Youssef (Parviz Parastui), der wegen einer Krankheit für eine Operation nach Frankreich reist. Der Film gewann vier Auszeichnungen auf dem Fajr Film Festival.
2008 war Majidi mit seinem Spielfilm The Song of Sparrows im Wettbewerb der Filmfestspiele von Berlin vertreten und Hauptdarsteller Reza Naji wurde mit dem Silbernen Bären als Bester Darsteller geehrt. Monate später wurde der Film als offizieller iranischer Beitrag für die Nominierung um den besten fremdsprachigen Film bei der Oscarverleihung 2009 ausgewählt.
2020 wurde Majidi für seinen Spielfilm Sun Children erstmals in den Wettbewerb der Internationalen Filmfestspiele von Venedig eingeladen.

## Filmografie

### Als Regisseur (Auswahl)
- 1981: Enfejâr (Explosion) (Kurzfilm)
- 1984: Hudaj
- 1988: Ruz-e emtehân (Der Prüfungstag)
- 1989: Yek ruz zendegi bâ asir (Einen Tag mit dem Gefangenen leben)
- 1992: Baduk
- 1993: Âkharin âbâdeh
- 1995: Khodâ miâd (Gott kommt)
- 1996: Pedar (Vater)
- 1997: Bachehâ-ye âseman (Kinder des Himmels)
- 1999: Rang-e Khodâ (Die Farben des Paradieses – wörtlich Die Farbe Gottes)
- 2001: Bârân (Regen)
- 2002: Pâ barahneh tâ Herât (Barfuß nach Herat)
- 2003: Olympik tu urdugah (Olympia im Zeltlager) (Kurzfilm)
- 2005: Bid-e majnun (Trauerweide)
- 2007: Âvâz-e Gonjeshkhâ (The Song of Sparrows)
- 2015; Mohammad Rasoolollah[2]
- 2020: Khōrshīd (Sun Children)

### Als Schauspieler
- 1981: Towjih (Rechtfertigung)
- 1982: Marg Digari (Ein anderer Tod)
- 1984: Este'âze (Zuflucht vor dem Bösen)
- 1984: Do Cheshmân Bisu (Zwei unfixierte Augen)
- 1985: Boycott (Baykot)
- 1986: Tir bârân (Pfeilregen)
- 1987: Kased (Kurzfilm)
- 1987: Dar jostodju kahramân (Im Suchen ein Held)
- 1988: Ruz-e emtehân (Der Prüfungstag)
- 1990: Tâ marg didâr (Das Treffen bis zum Tod)
- 1990: Shenâ dar zemestân (Schwimmen im Winter)
- 1992: Baduk
- 1993: Âkharin âbâdeh